# Herb gminy Czermin (województwo podkarpackie)
Herb gminy Czermin – symbol gminy Czermin.

## Wygląd i symbolika
Herb przedstawia na tarczy dzielonej w słup w polu lewym zielonym złoty kłos zboża, symbolizujący rolniczy charakter gminy, natomiast w polu prawym białym pół ceglanego kościoła, zwieńczonego czarnym krzyżem (nawiązanie do kościoła św. Klemensa w Czerminie).